# 奈良県総合医療センター
奈良県総合医療センター（ならけんそうごういりょうせんたー）は、奈良県奈良市にある地方独立行政法人奈良県立病院機構が運営する病院である。臨床研修病院や、奈良県災害拠点病院などの指定を受ける。病院の基本理念は、「いい医療をより多くの患者さんへ!」

## 沿革
- 1964年4月1日 - 当病院の前身である奈良県立医科大学付属奈良病院が開院[1]。
- 1975年
  - 4月1日 - 奈良県立医科大学付属奈良病院を奈良県立奈良病院に移管。
  - 7月28日 - 奈良市平松町で奈良県立奈良病院の起工式を挙行[1]。
- 1977年10月8日 - 新病院で診療開始[1]。
- 1996年11月28日 - 災害拠点病院に指定される[1]。
- 2003年4月1日 - へき地医療拠点病院に指定される[1]。
- 2014年4月1日 - 地方独立行政法人化。奈良県立病院機構奈良県総合医療センターに改称[2]。
- 2018年5月1日 - 奈良県奈良市平松1丁目30-1より移転。新センターが開院[1]。

## 診療科
| - 内科 - 呼吸器内科 - 消化器内科 - 循環器、腎臓内科 - 小児科 - 神経内科 | - 外科 - 整形外科 - 脳神経外科 - 呼吸器外科 - 心臓血管外科 - 皮膚科 | - 泌尿器科 - 産婦人科 - 眼科 - 耳鼻咽喉科 - 放射線科 - 麻酔科 |

## 医療機関の指定・認定
（下表の出典）
| 保険医療機関                                   | 救命救急センター                             |
| 労災保険指定医療機関                           | 災害拠点病院（地域）                         |
| 指定自立支援医療機関（更生医療）               | へき地医療拠点病院                           |
| 指定自立支援医療機関（育成医療）               | 臨床研修病院（基幹型）                       |
| 指定自立支援医療機関（精神通院医療）           | がん診療連携拠点病院（国指定）               |
| 身体障害者福祉法指定医の配置されている医療機関 | 地域がん拠点病院                             |
| 精神保健指定医の配置されている医療機関         | 肝疾患診療連携拠点病院                       |
| 生活保護法指定医療機関                         | 特定疾患治療研究事業委託医療機関             |
| 結核指定医療機関                               | DPC対象病院                                  |
| 指定養育医療機関                               | 指定小児慢性特定疾病医療機関                 |
| 原子爆弾被害者指定医療機関                     | 地域周産期母子医療センター                   |
| 原子爆弾被害者一般疾病医療機関                 | 精神科救急病院                               |
| 公害医療機関                                   | 児童福祉法による助産施設（児童福祉法第36条） |
| 母体保護法指定医の配置されている医療機関       |                                              |

- エイズ診療協力病院[7]
- 第二種感染症指定医療機関[8]
- がんゲノム医療連携病院[5]
- NPO法人卒後臨床研修評価機構（JCEP）認定病院[9]
- このほか、各種法令による指定・認定病院であるとともに、各学会の認定施設でもある。

## 特色
- 平成25年3月より、奈良県初の内視鏡下手術用ロボットda Vinciが導入され、前立腺がんなどのより低侵襲な手術を可能にしている。
- 細胞検査士や超音波検査士、認定輸血検査技師などの認定資格技師が県下の病院ではかなり多い。
- 国際化都市を目指している奈良県の病院らしく、イスラム教からエホバの証人まであらゆる宗教の患者を受け入れている。
- ならどっとFMなどでの情報発信を積極的に行ったり、月一でロビーコンサートなどの患者向けイベントやサービスも充実している。
- 奈良県立医科大学がヴォン・ヴィレブランド病などの特殊な疾患に強いのと対照的に、高エネルギー外傷（交通事故や転落事故による人体の破壊症例）をよく受け入れ救急救命センターで治療している。また、このセンターの設備やスキル、キャパシティは関西でも最高レベルであり、さらに平成27年度より救急外来は廃止され統合された。これにより、２次～３次救急の患者はほぼ全員無料でICUに入院できる体制が整った。
- 「どんな患者も断らない病院」を基本方針としており、他院で事件やトラブルを起こして転院勧告を受けた患者でも積極的に受け入れている。
- 県内の病院では珍しく無料wifiを導入している。接続により端末のインターネット履歴や接続情報の監視が行われるので、他の一般的な無料wifiよりもずっと安全である。

## 問題
- 同規模病院に比べ研修医数は多いが看護師や技師、薬剤師の数は少なく、スタッフの離職率が非常に高い。そのため高齢化社会に伴う患者の増加に追い付かず病棟を一部閉鎖したことがある。現在は医師や技師等が採血や点滴などの看護師の役割を負担しカバーしているが、昼に来院した外来患者が夜間帯になるまで診察待ちになることも珍しくない。
- 上記に関連する労働環境のためトラブルも頻発している。特に、一人で行われている同産科医の当直勤務は違法な時間外労働に当たるうえ、割増賃金も支払っていないとして、奈良労働基準監督署が同病院を運営する県を労働基準法違反容疑で書類送検（医師の勤務実態に関して、刑事責任を問われるのは異例）したことがある。この支払いを求めた訴訟に関しては医師側が最高裁判決で勝訴したものの、大幅に減額されたため全国医師連盟などからも環境改善を要望するとのコメントが出されている[10]。
- 名称問題[11]。 - 「奈良県総合医療センター」奈良市七条西町２丁目北緯34度39分44.6秒 東経135度46分2.9秒 から約1キロ東の同市七条２丁目北緯34度39分56.1秒 東経135度46分35.4秒 にある「国立病院機構 奈良医療センター」と名称及び所在地も酷似しているため、混乱が生じている。

## 外来診療日
- 月 - 金曜日（午前8：30～11：00）

## 交通アクセス
- バスで「奈良県総合医療センター」下車。
  - 近鉄奈良線 学園前駅から　所要時間20～25分程度
  - 近鉄橿原線 西ノ京駅から　所要時間10～15分程度
  - 近鉄橿原線 近鉄郡山駅から　所要時間10分程度
  - 近鉄奈良線 近鉄奈良駅から　所要時間35分・ＪＲ奈良駅 経由　所要時間30分程度

## 跡地
前身の奈良県立奈良病院は奈良市平松町にあったが、2017年4月に奈良市七条西町と石木町にまたがる六条山地区への移転が報じられた。その後、2018年5月1日に奈良市七条西町に新病院が開院した。
奈良県総合医療センター跡地（奈良市平松1丁目）については奈良看護大学校と奈良県立奈良養護学校が移転する計画がある。